# Martiniquetrupial
Martiniquetrupial (Icterus bonana) är en fågel i familjen trupialer inom ordningen tättingar.

## Utseende och läten
Martiniquetrupialen är en 18–21 cm lång svart och rödbrun trupial. Fjäderdräkten är mestadels svart med djupt rödbrun huva och rödorange på skuldror, övergump, buk och undre stjärttäckare. Bland lätena hörs visslingar samt hårda och grälande ljud.

## Utbredning
Fågeln förekommer endast på halvtorra kullar på Martinique (Små Antillerna). Den behandlas som monotypisk, det vill säga att den inte delas in i några underarter.

## Status
Martiniquetrupialen har ett mycket begränsat utbredningsområde och minskar i antal till följd av boparasitism. Fågeln är därför upptagen på internationella naturvårdsunionen IUCN:s röda lista över hotade arter, kategoriserad som starkt hotad (EN). Beståndet uppskattas till 6 000–15 000 vuxna individer.